# Missulena
Missulena — род мигаломорфных пауков из семейства Actinopodidae. Известно 11 видов: десять из них — эндемики Австралии, одиннадцатый вид (Missulena tussulena) обнаружен в Чили. Английское название (mouse spiders) эти пауки получили в связи с ошибочными представлениями о том, что они, подобно мышам, способны рыть глубокие норы.

## Внешний вид
Размеры пауков Missulena составляют 1—3 см. Головогрудь гладкая, её головная часть сильно возвышается над грудной. В окраске часто наблюдается половой диморфизм: покровы самок всех видов чёрные, самцы окрашены видоспецифично, иначе чем самки.
- Самка Missulena bradleyi
- Самец Missulena bradleyi

## Образ жизни
Missulena питаются в основном насекомыми, но также могут охотиться и на других небольших животных. В свою очередь, эти пауки выступают в качестве пищи для ос, бандикутов, губоногих многоножек и скорпионов.

## Яд и опасность для человека
Яд Missulena имеет белковую природу и крайне сходен с робустотоксином — ядом пауков из семейства Hexathelidae, считающихся довольно опасными для человека. Однако на 2004 год было зарегистрировано лишь 40 случаев укуса пауками Missulena, причём тяжёлое отравление отмечено лишь однажды, а в большинстве случаев симптомы проявлялись слабо, так что лечение даже не требовало использования противоядия. Объясняя такие неожиданно низкие показатели, обычно предполагают высокую частоту укусов без впрыскивания яда, хотя прямого подтверждения тому ещё нет.
В качестве противоядия при укусах используют те же лекарственные средства, что и при укусе пауков из Hexathelidae.